# Oued Noun
Der Oued Noun (arabisch واد نون) oder auch Oued Assaka ist ein heute oft ausgetrockneter Küstenfluss (Wadi) in der Region Guelmim-Oued Noun im Südwesten Marokkos. In Zeiten der portugiesisch-spanischen Entdeckungsfahrten war er der südlichste ganzjährig Süßwasser führende Fluss Nordafrikas.

## Verlauf
Der Oued Noun entspringt im vergleichsweise regenreichen Südwesten des Anti-Atlas-Gebirges beim Ort Amtoudi und mündet bei Foum Assaka (ca. 35 km südlich von Sidi Ifni) in den Atlantik. Da das Quellgebiet vom späten Frühjahr bis in den Spätherbst hinein trockenfällt, variiert die Länge des Flusses mit den Jahreszeiten – während und nach der winterlichen Regenzeit sind es etwa 160 km; im Sommer und Herbst sind es nur etwa 30 km (manchmal auch weniger). Entsprechend variiert auch die Quellhöhe von ca. 700 bis 900 m. 

## Geschichte
Zur Zeit der portugiesisch-spanischen Entdeckungsfahrten war der Oued Noun für eine Strecke von mehreren hundert bzw. sogar mehreren tausend Kilometern die letzte Möglichkeit zur Wasseraufnahme für die südwärts oder westwärts zu den Kanarischen Inseln segelnden Schiffe der Entdecker oder Händler. Die Spanier erbauten an seiner Mündung den Ort San Miguel de Asaca oder San Miguel de Saca (heute Foum Assaka).